# Bosilița, Kărdjali
Bosilița (în bulgară Босилица) este un sat în comuna Cernoocene, regiunea Kărdjali,  Bulgaria. 

## Demografie
Componența etnică a satului Bosilița
     Turci (100%)
     Nicio identificare (0%)
     Altele (0%)
La recensământul din 2011, populația satului Bosilița era de 15 locuitori. Din punct de vedere etnic, majoritatea locuitorilor (100,0%) erau turci. Pentru 0,0% din locuitori nu este cunoscută apartenența etnică.